# Cañada real

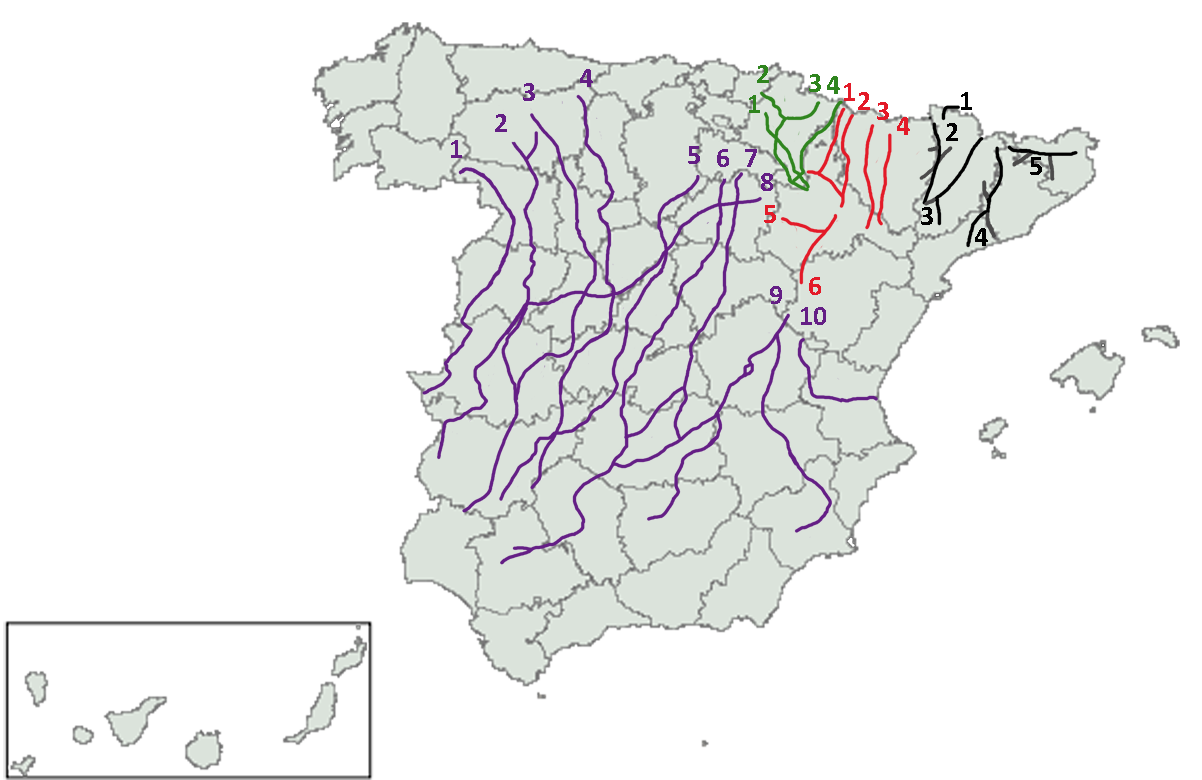
Principales cañadas reales de la corona de Castilla y sus equivalentes en los otros reinos de la península.

Se denominan cañadas reales a aquellas cañadas de uso tradicional en la trashumancia en España, reguladas por edicto real de Alfonso X el Sabio en 1273. Si bien los caminos trazados por las cañadas luego conocidas como reales eran recorridos usados desde el antiguo por el pastoreo trashumante, el decreto de Alfonso X perseguía la regulación, ordenación y protección de ciertos caminos que por su importancia, uso o ubicación merecían ser preservados de posibles violaciones. Así, junto con la creación del Concejo de la Mesta, quedaron definidas las cañadas reales.
Una cañada real debía tener una anchura de 90 varas castellanas (72,22 metros) y tenían la característica de ser trazados de muy largo recorrido (más de 500 km) y discurrir principalmente en dirección norte–sur con las lógicas limitaciones que impusiera la geografía. Con la regulación real, quedaba asimismo prohibido el recorte que realizaban comúnmente los propietarios de fincas colindantes mediante el movimiento de mojones.
La red de vías pecuarias se completa con otras vías de menos anchura: cordel (de hasta 37.5 m), veredas (de hasta 20 m), coladas (menores de 20 m). En Navarra las vías secundarias se denominan pasadas y traviesas. 

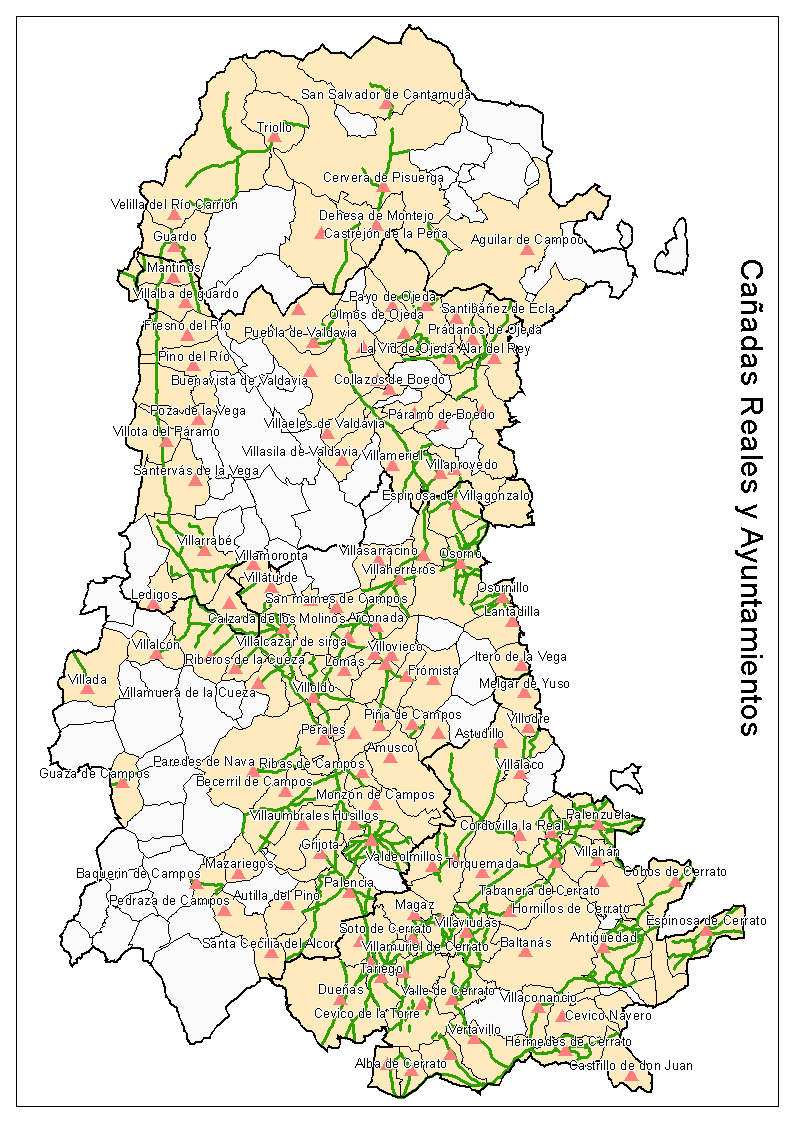
Cañadas reales y vías pecuarias en la provincia de Palencia.

Desde 2007, están incluidas en la lista indicativa de la Unesco, es decir la etapa preliminar a cualquier futura candidatura a Patrimonio de la Humanidad, como: cañadas reales (vías pecuarias de la Meseta).
Las principales cañadas reales son:
1. Cañada Real Zamorana. Bordea la frontera con Portugal. Se inicia en las montañas de Sanabria y termina en las dehesas de Olivenza y Alburquerque, en la provincia de Badajoz.
2. Cañada Real de La Vizana o de la Plata. Recorrido total 500 kilómetros. Comienza entre Asturias y León, en el alto de Viganos y muere en Trujillo.
3. Cañada Real Leonesa Occidental Recorre 700 kilómetros. Arranca en León y muere en Badajoz.
4. Cañada Real Leonesa Oriental. Tiene 700 kilómetros de recorrido.Comienza cerca de Riaño, cruza León y Palencia pasando por las provincias de Segovia, Ávila, Toledo, Cáceres y Badajoz.
5. Cañada Real Segoviana. Tiene 500 kilómetros de longitud. Arranca de la sierra de Neila en Burgos y termina su recorrido en Granja de Torrehermosa.
6. Cañada Real Galiana (Riojana). Nace al sur de la Rioja y recorre las provincias de Soria, Guadalajara, Madrid, Toledo y Ciudad Real.
7. Cañada Real Soriana Oriental. Con 800 kilómetros es la más larga de todas, comienza en Soria y muere en Sevilla.
8. Cañada Real Soriana Occidental. Recorre 700 kilómetros y cruza de modo diagonal el centro norte de la península saliendo de Soria y pasando por Segovia, Ávila, Salamanca, Cáceres termina en Badajoz.
9. Cañada Real Conquense. Discurre por las provincias de Cuenca, Ciudad Real y Jaén.
10. Cañada Real del Reino de Valencia. Arranca de la sierra de Tragacete y atraviesa Cuenca terminando en Valencia.

## Actualidad de las cañadas reales

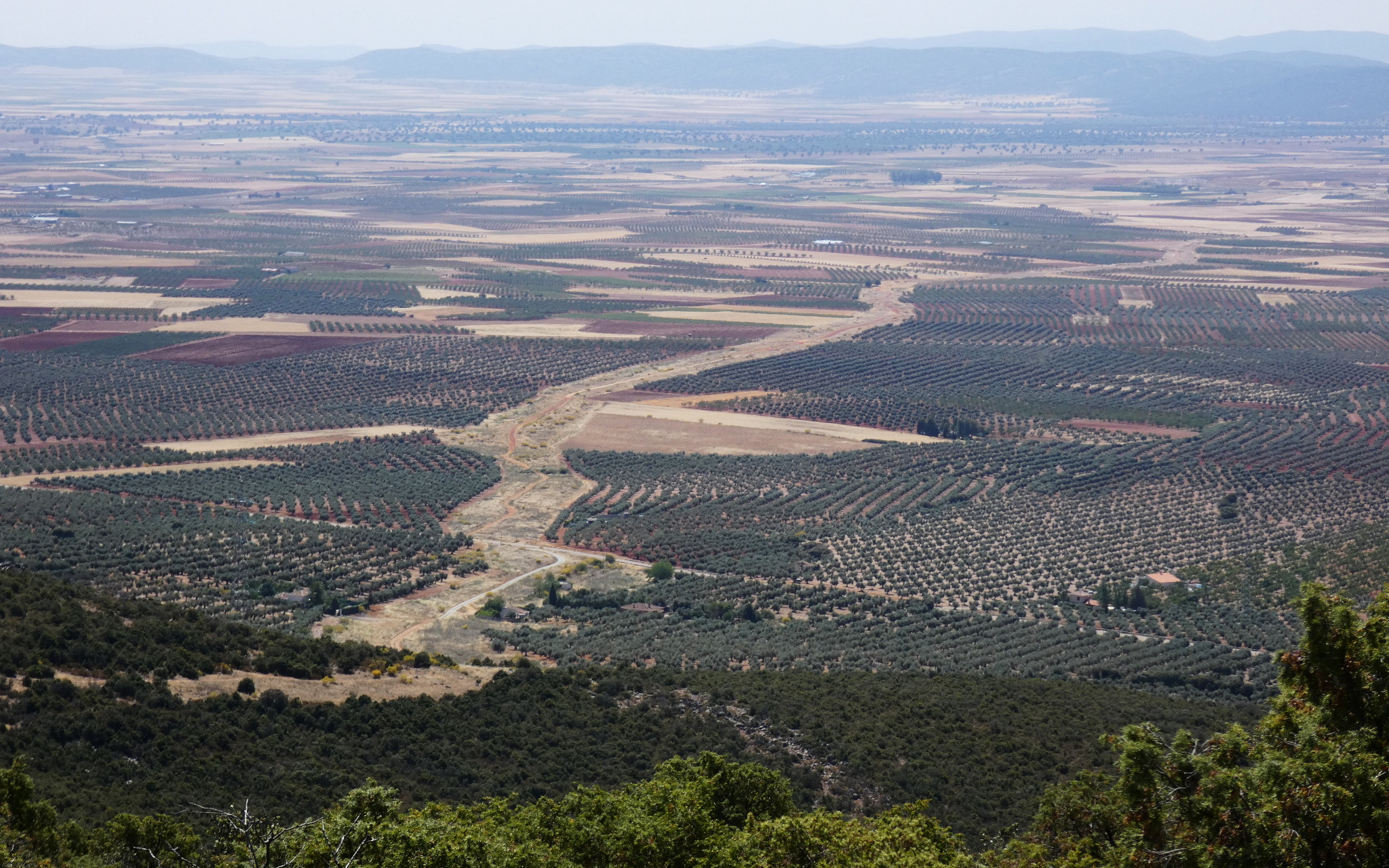
Cañada entre Marjaliza y Los Yébenes

Si bien en el medio rural, la mayoría de las cañadas aún conservan su trazado original, en ningún caso queda ya vestigio de su anchura decretada en 1273. Igualmente, muchas cañadas reales atravesaban o pasaban cerca de poblaciones pequeñas, que al crecer urbanizaron encima de las mismas, sin respetar su trazado. En el mejor de los casos cuando se ha respetado el recorrido original, las cañadas que atraviesan poblaciones lo hacen por calles asfaltadas, como por ejemplo la calle de Atocha en Madrid.
De una parte el descenso de la ganadería, y de otra la utilización de piensos (que evitan la necesidad de buscar nuevos pastos), hizo que cayeran en desuso las cañadas, que fueron siendo ocupadas por recortes de las fincas colindantes. En la actualidad, las cañadas son más utilizadas por excursionistas y ciclistas que por los pastores.